# Frédéric Magné
Frédéric Magné (ur. 5 lutego 1969 w Tours) – francuski kolarz torowy, dwunastokrotny medalista mistrzostw świata.

## Kariera
Pierwszy sukces w karierze Frédéric Magné osiągnął w 1987 roku, kiedy wspólnie z Fabrice'em Colas zdobył złoty medal w tandemach na mistrzostwach świata w Wiedniu. W tym składzie Francuzi nie dali się pokonać również na mistrzostwach świata w Gandawie w 1988 roku, mistrzostwach w Lyonie w 1989 roku oraz mistrzostwach w Palermo w 1994 roku. W międzyczasie Magné brał udział w igrzyskach olimpijskich w Seulu, gdzie był ósmy w wyścigu na 1 km oraz igrzyskach w Barcelonie, gdzie odpadł w eliminacjach sprintu indywidualnego. Na mistrzostwach świata w Walencji w 1992 roku zajął trzecie miejsce w keirinie, ulegając tylko Niemcowi Michaelowi Hübnerowi i Australijczykowi Stephenowi Pate’owi. Na tych samych mistrzostwach był również drugi w sprincie indywidualnym przegrywając jedynie z Hübnerem. Mistrzostwa świata w Bogocie w 1995 roku przyniosły mu złoto w keirinie oraz trzecie miejsce w sprincie, za Darrynem Hillem z Australii i Curtem Harnettem z Kanady. Na rozgrywanych w 1996 roku igrzyskach olimpijskich w Atlancie Frédéric wystartował w sprincie indywidualnym, kończąc rywalizację na szósty miejscu, jednak już rok później - na mistrzostwach świata w Perth zdobył kolejny złoty medal w keirinie. W tej konkurencji zdobył ponadto brązowy medal na mistrzostwach świata w Berlinie w 1999 roku i złoty na mistrzostwach w Manchesterze w 2000 roku. 
Brał także udział w igrzyskach olimpijskich w Sydney w 2000 roku, gdzie był szósty.